# أرفيل سين ومارن
أرفيل (بالفرنسية: Arville) هي مدينة تقع في إقليم سين ومارن بمنطقة إيل دو فرانس في فرنسا.

## البلديات المجاورة
البلديات المتاخمة لأرفيل (سين ومارن) إيتشي أفرفيل بروميليس (لوارت) ميزونسيل أون جاتينيس جيرونفيل

## الجيولوجيا
تقع أراضي البلدية في جنوب حوض باريس وبشكل أكثر تحديدًا في شمال منطقة جاتينيس الطبيعية، وهي منطقة جيولوجية رسوبية، تأتي جميع الأراضي البارزة في البلدة من العصر الجيولوجي لحقب الحياة الحديثة (الفترات الجيولوجية التي تتراوح من العصر الباليوجيني إلى العصر الرباعي)
تم تصنيف الأراضي في المنطقة الزلزالية 1 والتي تتوافق مع نشاط زلزالي منخفض للغاية.

## المناخ
المقاييس المناخية للبلدية خلال الفترة 1971-2000
- متوسط درجة الحرارة السنوية: 10.8 درجة مئوية
- عدد الأيام التي تقل درجة الحرارة فيها عن -5 درجة مئوية: 3.5 أيام
- عدد الأيام التي تزيد درجة حرارتها عن 30 درجة مئوية: 4.2 يوم
- السعة الحرارية السنوية 15.5 درجة مئوية
- مجاميع التساقط السنوية: 647 مم